# Ковран (река)
Ковра́н — река в России, на западе полуострова Камчатка.
Длина реки — 86 км. Площадь водосборного бассейна — 1220 км². Протекает по территории Тигильского района Камчатского края России. Впадает в Охотское море. Близ устья реки расположен одноимённое село.
Корякское название Кавргалваям произошло от ительменского Кавран, значение которого в настоящее время не установлено.
Первые сведения о реке получены в 1697 году после похода В. В. Атласова. Нанесена на карту географами Первой Камчатской экспедиции В. Беринга (1725—1730 гг.).

## Притоки
Объекты перечислены по порядку от устья к истоку.
- 8 км: Рассошина, Поворотная
- 10 км: река без названия
- 42 км: Кл. Щуркина
- 61 км: река без названия
- 70 км: река без названия
- 78 км: река без названия
- 87 км: река без названия

## Данные водного реестра
По данным государственного водного реестра России относится к Анадыро-Колымскому бассейновому округу. Код объекта в государственном водном реестре — 19080000212120000033332.